# Andy Gill
Andy Gill (1. ledna 1956 Manchester – 1. února 2020) byl britský kytarista a hudební producent. V roce 1977 spoluzaložil skupinu Gang of Four; ta se rozpadla v roce 1983, po vydání čtyř studiových alb. Od roku 1987 byla deset let znovu aktivní a od roku 2004 vystupovala až do Gillovy smrti. Gill produkoval alba dalších skupin, mezi které patří Red Hot Chili Peppers, The Stranglers, Therapy? a The Jesus Lizard.

## Život
Zemřel 1. února 2020 na onemocnění dýchacího systému ve věku 64 let.